# Бигатто, Карло
Ка́рло Бига́тто (итал. Carlo Bigatto; родился 25 августа 1895, Бальдзола, провинция Алессандрия — умер в 1942) — итальянский футболист и тренер. В качестве игрока выступал за «Ювентус» и сборную Италии, в качестве тренера работал с «Ювентусом», который под его руководством выиграл чемпионат в сезоне 1934/35.

## Карьера

### Клубная
Всю свою карьеру, с 1913 по 1931 год, выступал в составе «Ювентуса», проведя за это время 232 матча и забив 1 гол. Вместе с командой дважды становился чемпионом Италии в сезонах 1925/26 и 1930/31.

### В сборной
В составе главной национальной сборной Италии выступал с 1925 по 1927 год, проведя за это время 5 матчей.

### Тренерская
В роли тренера работал в «Ювентусе» в 1935 году, руководил командой, вместе с Бенедетто Голой, в заключительной части сезона 1934/35, приведя клуб к очередному титулу чемпиона Италии.

## Достижения

### Командные
Чемпион Италии (Серии А): (2)
- 1925/26, 1930/31

### Тренерские
Чемпион Италии (Серии А): (1)
- 1934/35